# 택지소유상한에관한법률
택지소유상한에관한법률은 대한민국의 법률으로 택지를 소유할 수 있는 면적의 한계를 정하여 국민이 택지를 고르게 소유하도록 유도하고 택지의 공급을 촉진함으로써 국민의 주거생활의 안정을 도모함을 목적으로 한다. 이 법은 1998. 9. 19. 법률 제5571호로 폐지되었을 뿐 아니라 폐지 전 법률도
특별시·광역시의 1가구당 택지 소유상한을 200평으로 제한하는 것은 과도하게 국민의 재산권을 제한하여 헌법에 위반된다고 헌법재판소는 판단하였다.

## 택지소유상한에관한법률 사건
택지소유상한에관한법률 사건은 대한민국 헌법재판소 판례이다.